# Hochwasserrückhaltebecken Asenbach
Das Hochwasserrückhaltebecken Asenbach befindet sich einen Kilometer südlich des Stadtzentrums von Dingolfing und 170 Meter südlich der Siedlung Spiegelbrunn in Bayern. Es dient dem Hochwasserschutz für den unteren, bewohnten Teil des Asenbachtals, besonders für die Stadtviertel Waldesruh und Herrenweiher sowie für die Hochbrücke. Das Bauwerk ist ein Erddamm; er untersteht der Stadt Dingolfing.
Der Asenbach hat bis zur Mündung ein Einzugsgebiet von 15,32 km²; oberhalb des Beckens sind es noch 12 km². Das Becken ist ein Trockenbecken und wird nur bei Hochwasser eingestaut. Der Bach fließt normalerweise durch den 800 Millimeter starken Grundablass durch die Sperre und staut sich erst dann auf, wenn die Leistungsfähigkeit des Grundablasses überschritten wird. Das war noch nicht der Fall, seit vor einigen Jahren der Schieberegler zur Regulierung des Abflusses wieder ausgebaut wurde.
Das Hochwasserrückhaltebecken wurde 2003 saniert.